# Bilîkî
Bilîkî (în ucraineană Білики) este o așezare de tip urban din raionul Kobeleakî, regiunea Poltava, Ucraina. În afara localității principale, nu cuprinde și alte sate.

## Demografie
Componența lingvistică a așezării de tip urban Bilîkî
     Ucraineană (95,13%)
     Rusă (4,13%)
     Alte limbi (0,36%)
Conform recensământului din 2001, majoritatea populației așezării de tip urban Bilîkî era vorbitoare de ucraineană (95,13%), existând în minoritate și vorbitori de rusă (4,13%).